# Calochortus venustus
Calochortus venustus là một loài thực vật có hoa trong họ Liliaceae. Loài này được Douglas ex Benth. miêu tả khoa học đầu tiên năm 1834.